# Liste der Biografien/Woh
Liste der Biografien |
Portal Biografien |
Personensuche
# |
A |
B |
C |
D |
E |
F |
G |
H |
I |
J |
K |
L |
M |
N |
O |
P |
Q |
R |
S |
T |
U |
V |
W |
X |
Y |
Z |
?
 
Wa |
Wc |
Wd |
We |
Wh |
Wi |
Wj |
Wl |
Wn |
Wo |
Wr |
Ws |
Wt |
Wu |
Ww |
Wy |
Wz
 
Woa |
Wob |
Woc |
Wod |
Woe |
Wof |
Wog |
Woh |
Woi |
Woj |
Wok |
Wol |
Wom |
Won |
Woo |
Wop |
Wor |
Wos |
Wot |
Wou |
Wov |
Wow |
Wox |
Woy |
Woz
Die Liste der Biografien führt alle Personen auf, die in der deutschsprachigen Wikipedia einen Artikel haben. Dieses ist eine Teilliste mit 327 Einträgen von Personen, deren Namen mit den Buchstaben „Woh“ beginnt.

## Woh

### Woha
- Wohale, John (* 1997), vanuatuischer Fußballspieler
- Wohanka, Emmy (1909–1996), österreichische Lehrerin und Schriftstellerin

### Wohe
- Wöhe, Günter (1924–2007), deutscher Ökonom und Hochschullehrer
- Wöhe, Sandra (* 1959), deutschsprachige Schriftstellerin und Kolumnistin

### Wohi
- Wohinz, Josef (* 1943), österreichischer Wirtschaftsingenieur für Maschinenbau und Hochschullehrer

### Wohl
- Wohl von Haselberg, Lea (* 1984), deutsche Film- und Medienwissenschaftlerin
- Wohl, Alexander (* 1963), australischer Schachspieler
- Wohl, Alfred (1863–1939), deutscher Chemiker
- Wohl, Andrzej (1911–1998), polnischer Sportsoziologe und Sportphilosoph
- Wohl, Ira (* 1944), US-amerikanischer Dokumentarfilmer und Filmeditor
- Wohl, Jeanette (1783–1861), deutsche Freundin und Korrespondentin Ludwig Börnes
- Wohl, Johann (1920–2011), österreichischer Politiker (SPÖ), Landtagsabgeordneter
- Wohl, Kubi (1911–1935), deutsch-jiddischer Dichter und Schriftsteller
- Wohl, Louis de (1903–1961), deutscher Schriftsteller, Drehbuchautor und Astrologe
- Wohl, Pavel (* 1942), tschechoslowakischer Eishockeyspieler und -trainer
- Wohl, Salomon (1818–1902), deutscher Schulgründer
- Wohl, Victoria (* 1966), US-amerikanische Klassische Philologin

#### Wohla
- Wohland, Holger (* 1977), deutscher Fußballspieler
- Wohland, Karl-Heinz (* 1953), deutscher Fußballspieler
- Wohlatz, Nele (* 1982), deutsche Filmregisseurin und Drehbuchautorin
- Wohlauer, Adolf (* 1893), deutscher Komponist
- Wohlauf, Gabriele (* 1950), deutsche Technikhistorikerin und Kuratorin
- Wohlauf, Julius (1913–2002), deutscher Polizeioffizier der Ordnungspolizei und Täter des Holocaust

#### Wohlb
- Wohlbauer, Rosemarie (1937–2023), Schauspielerin, Musicaldarstellerin, Synchron- und Hörspielsprecherin
- Wohlberedt, Willi (1878–1950), deutscher Heimatforscher
- Wohlberg, Eric (* 1965), kanadischer Radrennfahrer
- Wöhlbier, Herbert (1902–1997), deutscher Bergbaukundler
- Wöhlbier, Werner (1899–1984), deutscher Agrarwissenschaftler, Agrikulturchemiker und Hochschullehrer
- Wohlbold, Kerstin (* 1984), deutsche Handballspielerin
- Wohlbrück, Adolf (1896–1967), deutsch-britischer SchauspielerAdolf Wohlbrück (1896–1967)

Adolf Wohlbrück (1896–1967)

- Wohlbrück, Gustav Friedrich (1793–1849), deutscher Theaterschauspieler und -regisseur
- Wohlbrück, Olga (1865–1933), österreichisch-deutsche Schauspielerin, Regisseurin und Autorin
- Wohlbrück, Siegmund Wilhelm (1762–1834), königlich-preußischer Kriegsrat und Historiker
- Wohlbrück, Wilhelm August (1795–1848), deutscher Schauspieler und Librettist

#### Wohld
- Wohldenberg, Alheidis von, erste Äbtissin des Klosters St. Aegidii in Münster

#### Wohle
- Wöhle, Andreas (* 1958), deutscher evangelisch-lutherischer Pfarrer und Theologe, Präsident der Evangelisch-Lutherischen Synode der Protestantischen Kirche in den Niederlanden
- Wöhle, Walter (1928–2020), deutscher Akustiker
- Wohleb, Leo (1888–1955), Staatspräsident des damaligen Landes Baden in Südwestdeutschland (1947–1952)Leo Wohleb (1888–1955)

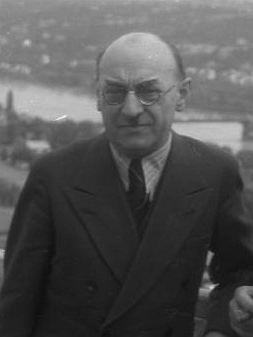
Leo Wohleb (1888–1955)

- Wöhlecke, Otto (1872–1920), deutscher Architekt, Vertreter der Hamburger Reformarchitektur
- Wohlenberg, Hermann (1845–1906), deutscher Fabrikant
- Wohlenberg, Lüder (* 1962), deutscher Kabarettist
- Wohlenberg, Sanne (* 1968), deutsche Film- und Fernsehproduzentin
- Wohlenberg, Ursula (1913–1995), deutsche Politikerin (SED)
- Wöhler, Adolf (1933–1986), deutscher Trainer im Galoppsport
- Wöhler, Adrian (* 1987), deutscher Handballspieler
- Wöhler, Andreas (* 1962), deutscher Trainer im Galoppsport
- Wöhler, August (1819–1914), deutscher Ingenieur
- Wöhler, August Anton (1771–1850), deutscher Tierarzt, Agrarwissenschaftler und Pädagoge, Vater des Chemikers Friedrich Wöhler
- Wöhler, Cordula (1845–1916), deutsche Dichterin und Schriftstellerin
- Wöhler, Friedrich (1800–1882), deutscher Chemiker
- Wöhler, Gustav Peter (* 1956), deutscher Schauspieler und MusikerGustav Peter Wöhler (* 1956)

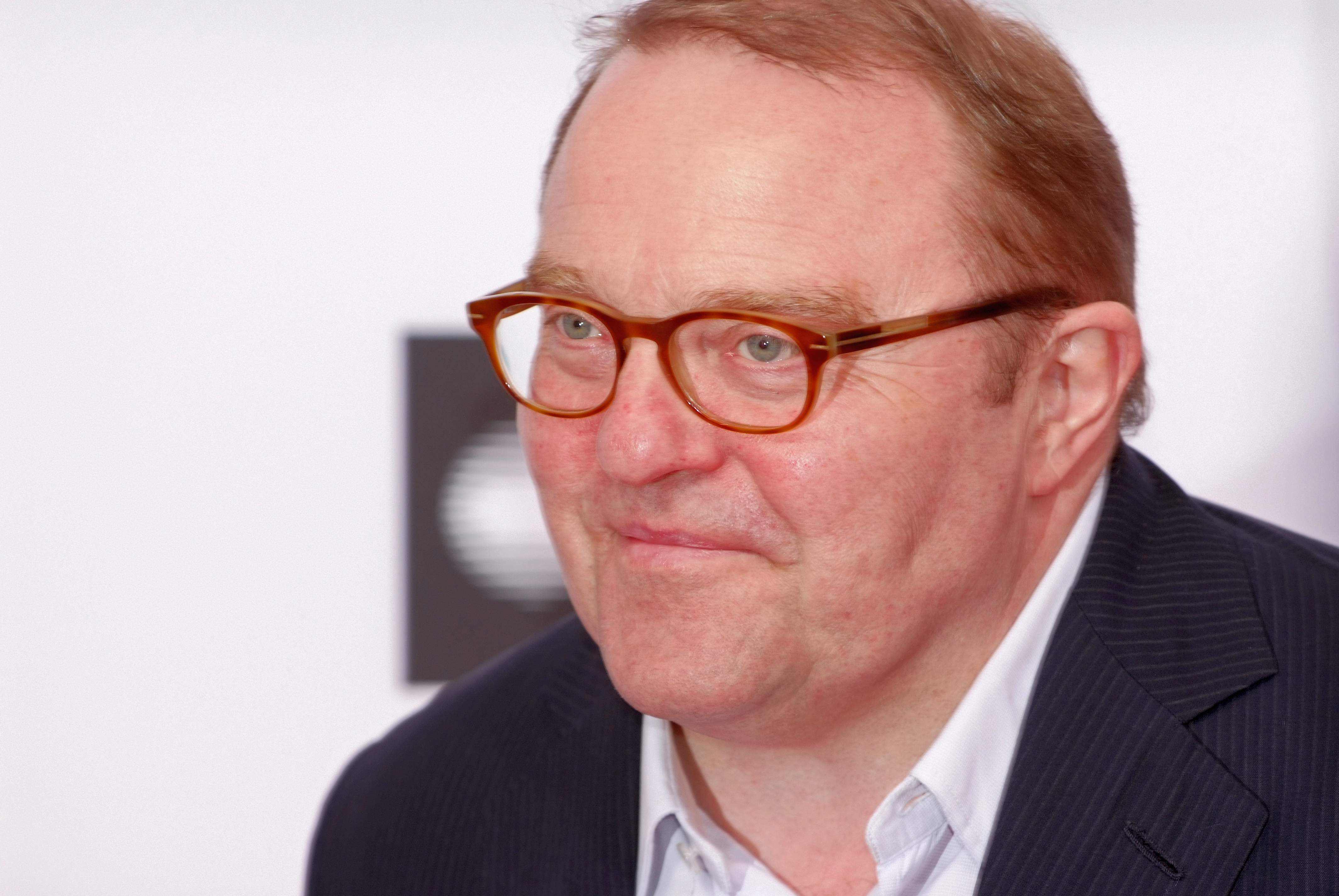
Gustav Peter Wöhler (* 1956)

- Wöhler, Gustav-Adolf (1924–2000), deutscher Fußballspieler
- Wöhler, Hans-Dieter (* 1941), deutscher Handballspieler
- Wöhler, Hellmuth (1820–1899), deutscher Gutspächter, Mitglied der Frankfurter Nationalversammlung
- Wohler, Johann Christoph (1748–1799), deutscher Bildhauer
- Wöhler, Johann Wilhelm Matthias (1781–1873), deutscher Lehrer und Kantor
- Wöhler, Jürgen (* 1950), deutscher Jurist und Manager
- Wöhler, Karsten (* 1974), deutscher Handballspieler und -funktionär
- Wöhler, Kurt (1924–2006), deutscher Jurist, Verwaltungsbeamter und Politiker (FDP)
- Wöhler, Lothar (1870–1952), deutscher Chemiker und Hochschullehrer für Chemie
- Wöhler, Max (1860–1922), deutscher Architekt, Stadtverordneter in Düsseldorf
- Wohler, Michael Christoph (1754–1802), deutscher Bildhauer
- Wöhler, Otto (1894–1987), deutscher General der Infanterie im Zweiten Weltkrieg
- Wohler, Siegfried (1945–2009), namibischer Politiker
- Wohler, Walter (1893–1968), deutscher Jurist und Oberlandesgerichtspräsident Danzig
- Wöhler, Wilfried (1935–2019), deutscher Fechter und Olympiateilnehmer
- Wöhler, Wilhelm (1814–1884), deutscher evangelischer Geistlicher und Komponist
- Wöhler, Wilhelmine Amalie (1841–1887), deutsche Malerin
- Wohlers, Cornelius Martin († 1813), deutscher Kapitän und Kartograf
- Wohlers, Hans-Werner (1933–2011), deutscher Boxer
- Wohlers, Horst (* 1949), deutscher Fußballspieler und -trainer
- Wohlers, Jan-Hendrik, deutscher American-Football-Spieler
- Wohlers, Julius (1867–1953), deutscher Maler, Kunstpädagoge, Impressionist
- Wohlers, Jürgen (* 1945), deutscher Basketballspieler
- Wohlers, Moritz (* 1984), deutscher Basketballspieler
- Wohlers, Reiner (* 1963), deutscher Politiker (Rechtsstaatlicher Offensive), MdHB
- Wohlers, Rüdiger (* 1943), deutscher Opernsänger (Tenor)
- Wohlers, Wolfgang (* 1962), deutscher Jurist und Hochschullehrer
- Wohlert, August Heinrich Peter (1824–1900), deutscher Kaufmann und Abgeordneter der Lubecker Bürgerschaft
- Wohlert, Björn (* 1988), deutscher Politiker (CDU), MdA
- Wohlert, Heinrich (1861–1924), deutscher Bibliothekar
- Wohlert, Herbert (1928–2019), deutscher Gebrauchsgrafiker und Illustrator
- Wöhlert, Johann Friedrich Ludwig (1797–1877), deutscher Maschinenbau-Unternehmer, Konstrukteur von Dampfmaschinen und Dampflokomotiven
- Wöhlert, Torsten (* 1961), deutscher Iranwissenschaftler, Politiker und Staatssekretär (Berlin)
- Wohlert, Torsten (* 1965), deutscher Fußballspieler
- Wohlert, Vilhelm (1920–2007), dänischer Architekt

#### Wohlf
- Wohlfahrt, Dieter (1941–1961), österreichischer Fluchthelfer und erstes Opfer der Berliner Mauer ohne deutsche Staatsangehörigkeit
- Wohlfahrt, Erwin (1932–1968), deutscher Opernsänger (Tenorbuffo/Charaktertenor)
- Wohlfahrt, Frank (1894–1971), deutscher Musiker, Musikpädagoge und Musikkritiker
- Wohlfahrt, Franz (1833–1884), deutscher Komponist und Musiklehrer
- Wohlfahrt, Franz (* 1959), österreichischer Jurist und Manager
- Wohlfahrt, Franz (* 1964), österreichischer FußballtorhüterFranz Wohlfahrt (* 1964)

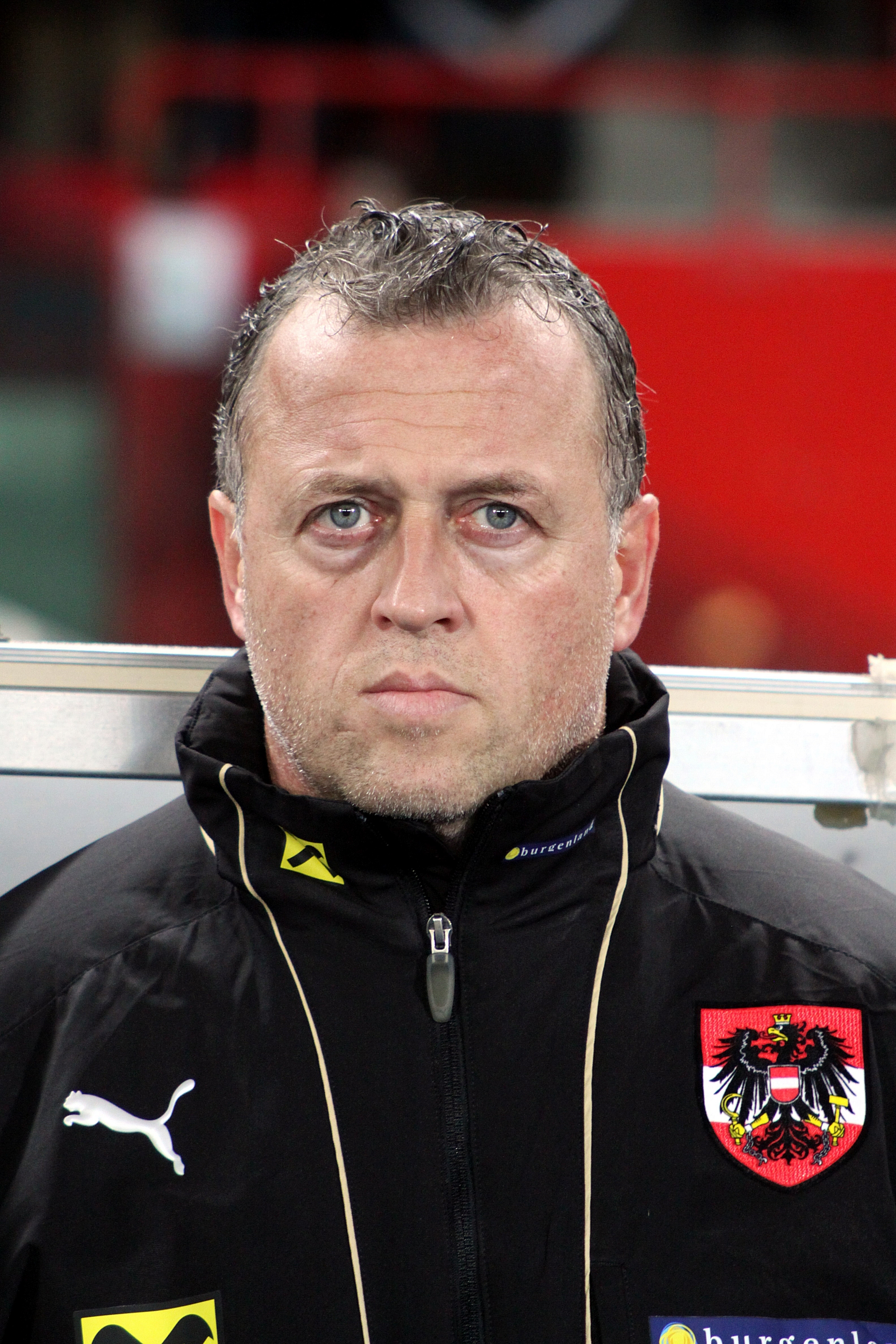
Franz Wohlfahrt (* 1964)

- Wohlfahrt, Fredrik (1837–1909), schwedischer Genremaler und Karikaturist
- Wohlfahrt, Georg Balthasar (1607–1674), deutscher Mediziner
- Wohlfahrt, Harald (* 1955), deutscher KochHarald Wohlfahrt (* 1955)

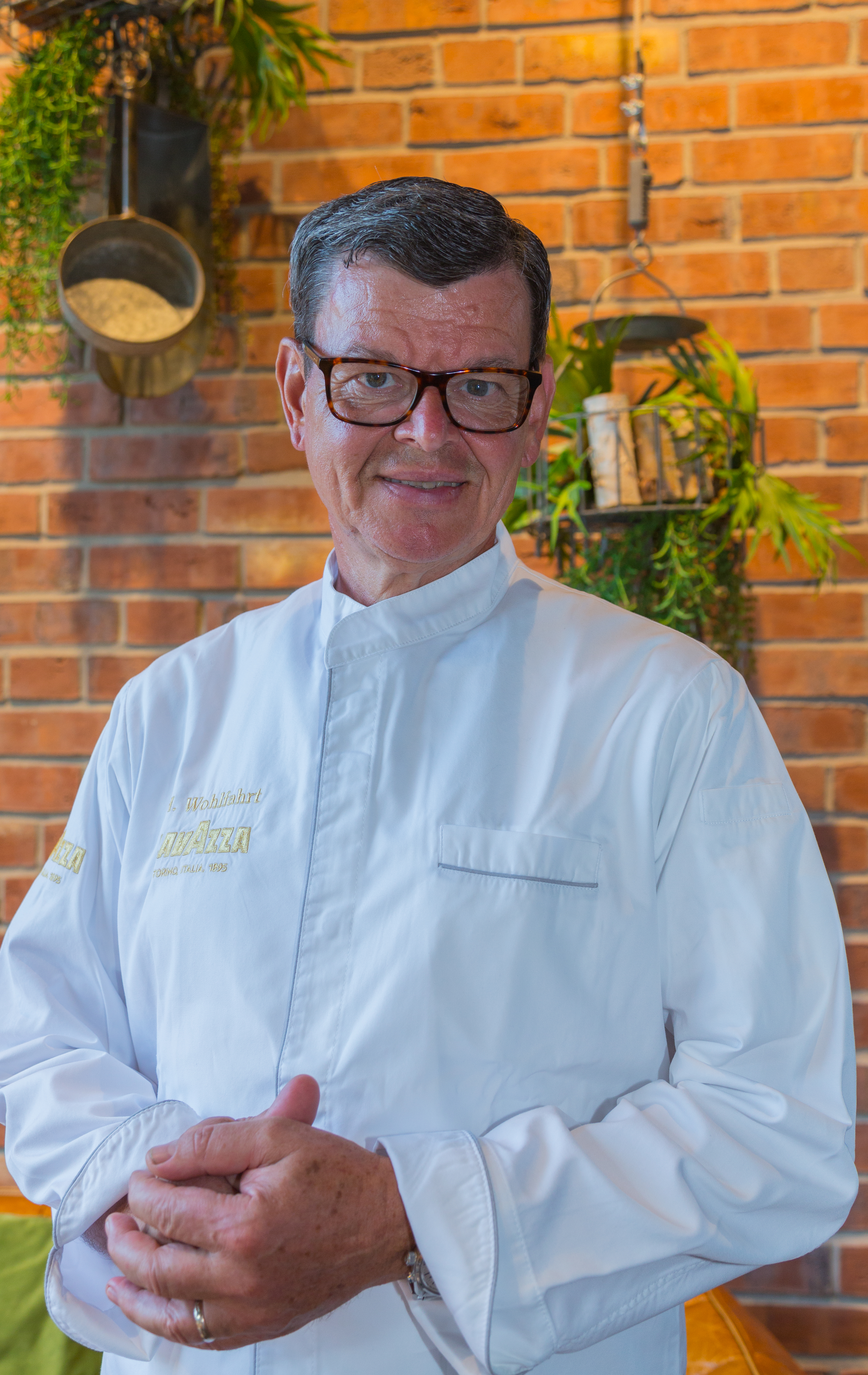
Harald Wohlfahrt (* 1955)

- Wohlfahrt, Helmut (1936–2017), deutscher Ingenieurwissenschaftler
- Wohlfahrt, Karl (1877–1955), deutscher Landrat
- Wohlfahrt, Karl (1952–2012), deutscher Taekwondoin
- Wohlfahrt, Karl-Heinz (1924–1983), deutscher Fußballspieler
- Wohlfahrt, Theodor A. (1907–2006), deutscher Zoologe und Lepidopterologe
- Wohlfahrt, Thomas (* 1956), deutscher Germanist und Literaturwissenschaftler
- Wohlfahrt, Thomas (* 1972), deutscher Sänger
- Wohlfahrt, Waldemar, deutscher Schauspieler
- Wohlfahrt, Wilhelm (1880–1966), deutscher Wehrwirtschaftsführer
- Wohlfahrter, Arno (* 1964), österreichischer Radrennfahrer
- Wohlfahrtstätter, Peter (* 1989), österreichischer Volleyballnationalspieler
- Wohlfahrtstätter, Petra (* 1969), österreichische Politikerin (Grüne Tirol), Landtagsabgeordnete
- Wohlfart, Georges (1950–2013), luxemburgischer Politiker
- Wohlfart, Günter (* 1943), deutscher Philosoph und Poet, Daoismus-Forscher
- Wohlfart, Johann Jakob (* 1743), niederländischer Hochschullehrer
- Wohlfart, Joseph (1920–2000), luxemburgischer Politiker, Mitglied der Chamber und MdEP
- Wohlfarth, Anna (* 1994), deutsche Jazzmusikerin (Piano, Komposition)
- Wohlfarth, Anton Michael (1756–1836), österreichischer Zisterzienser-Abt
- Wohlfarth, Brigitte, deutsche Lied-/Konzert- und Opernsängerin (Sopran)
- Wohlfarth, Erich Peter (1924–1988), deutsch-britischer Physiker
- Wohlfarth, Hermann (1847–1926), Bauingenieur und Mitglied des Preußischen Abgeordnetenhauses
- Wohlfarth, Irving (* 1940), deutscher Literaturwissenschaftler und Hochschullehrer
- Wohlfarth, Karl-Michael (* 1956), deutscher Fußballspieler
- Wohlfarth, Roland (* 1963), deutscher Fußballspieler
- Wohlfarth, Steffen (* 1983), deutscher Fußballspieler
- Wohlfarth-Bottermann, Jonas (* 1990), deutscher BasketballspielerJonas Wohlfarth-Bottermann (* 1990)

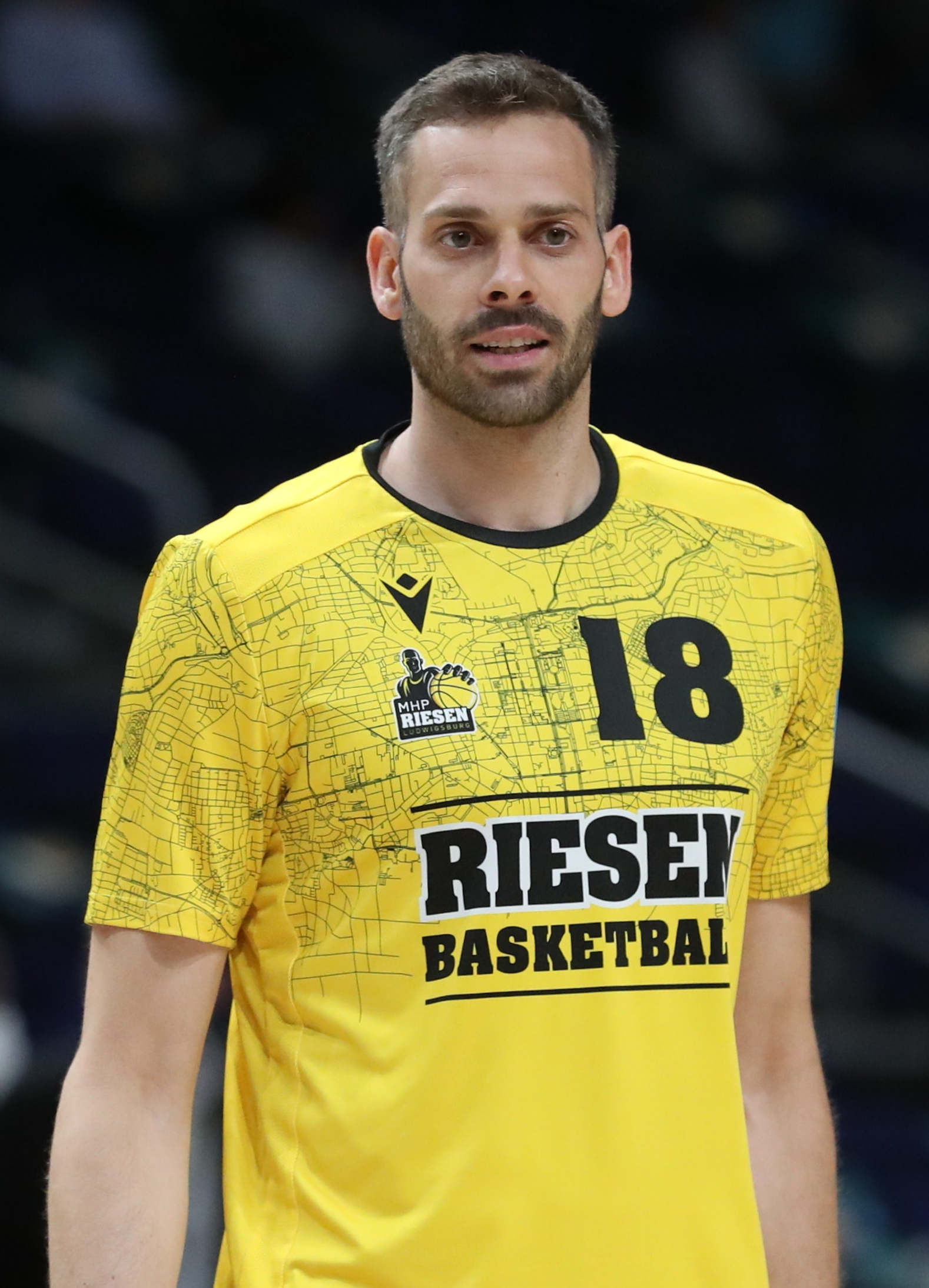
Jonas Wohlfarth-Bottermann (* 1990)

- Wohlfarth-Bottermann, Karl-Ernst (1923–1997), deutscher Zellbiologe
- Wohlfartstetter, Josef (1865–1935), österreichischer Orgelbauer
- Wohlfeil, Ellinor (1925–2022), deutsche Schriftstellerin
- Wohlfeil, Ingo (* 1971), deutscher Journalist, Radiomoderator und Reporter
- Wohlfeil, Rainer (1927–2024), deutscher Historiker
- Wohlfeil, Robert (1889–1940), römisch-katholischer Geistlicher und NS-Opfer
- Wohlfeld, Walter (1917–2002), deutscher Kunstmaler
- Wohlforth, William C. (* 1959), US-amerikanischer Politologe und Hochschullehrer
- Wohlfromm, Claudia (* 1964), deutsche Musikmanagerin, Musikproduzentin
- Wohlfromm, Gisela (* 1965), deutsche Kunsthistorikerin
- Wohlfromm, Hans-Jörg, deutscher Historiker

#### Wohlg
- Wohlgemuth, Anna (1831–1908), deutsche Schriftstellerin
- Wohlgemuth, Antonie (1891–1984), deutsche Widerstandskämpferin und Frauenrechtlerin
- Wohlgemuth, Balthasar (1930–2019), deutscher Pathologe
- Wohlgemuth, Curt (* 1897), deutscher Landrat
- Wohlgemuth, Else (1881–1972), deutsche Schauspielerin
- Wohlgemuth, Emil von (1843–1896), österreichischer Marineoffizier und Polarforscher
- Wohlgemuth, Eva (* 1955), österreichische Medien- und Installationskünstlerin
- Wohlgemuth, Fabian (* 1979), deutscher FußballfunktionärFabian Wohlgemuth (* 1979)

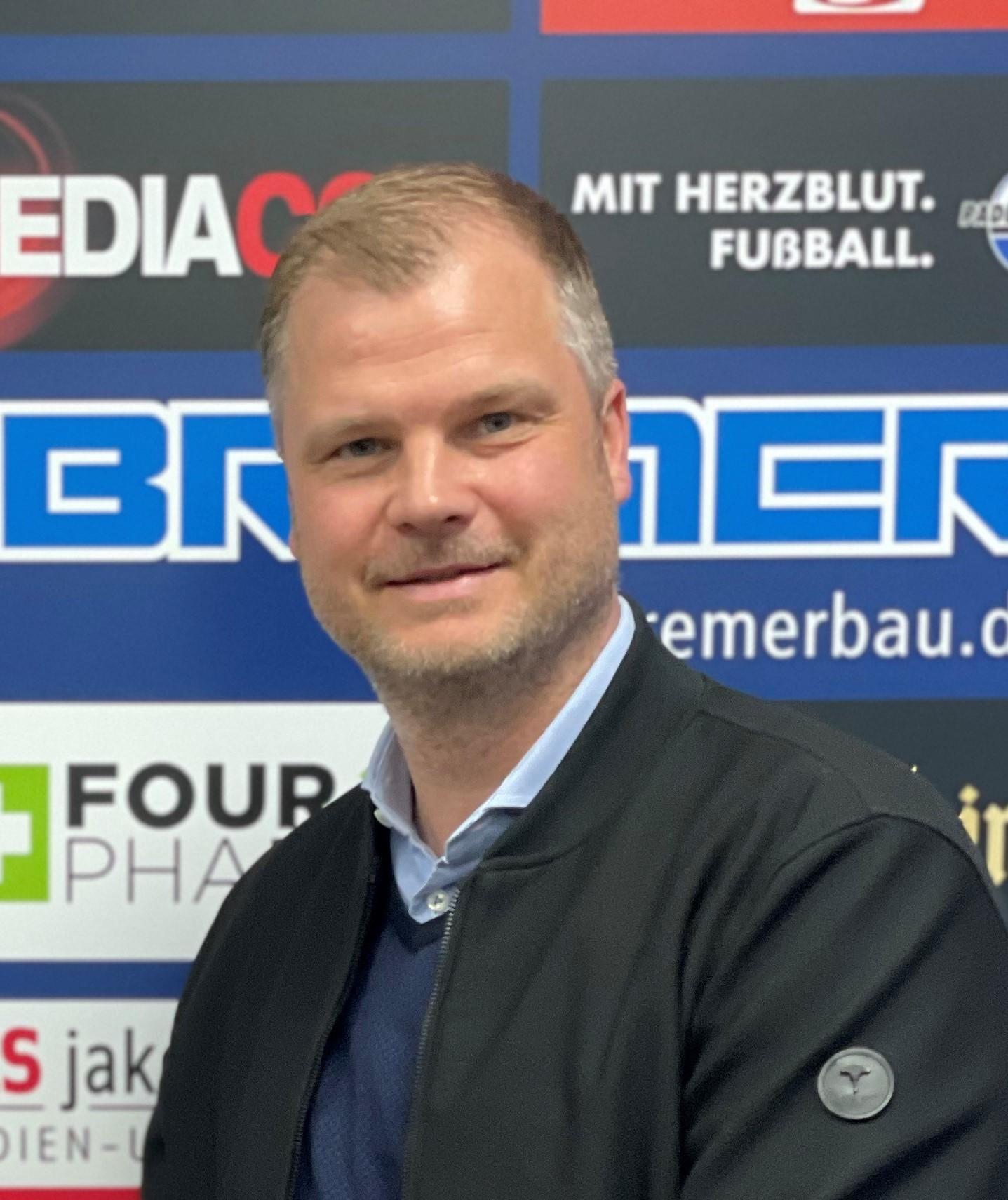
Fabian Wohlgemuth (* 1979)

- Wohlgemuth, Frank (1962–2019), deutscher Ringer
- Wohlgemuth, Franz (1915–1972), deutscher Hochschullehrer und Politiker (SED)
- Wohlgemuth, Fritz (1913–1950), deutscher Fußballspieler
- Wohlgemuth, Gerhard (1920–2001), deutscher Komponist
- Wohlgemuth, Günter (* 1938), deutscher Fußballspieler
- Wohlgemuth, Gustav (1863–1937), deutscher Chorleiter
- Wohlgemuth, Heiko (* 1972), deutscher Autor, Schauspieler, Liedtexter und Übersetzer
- Wohlgemuth, Hildegard (1917–1994), deutsche Schriftstellerin
- Wohlgemuth, Hildegard (1933–2003), deutsche Malerin
- Wohlgemuth, Jesaja (1820–1898), deutscher Rabbiner
- Wohlgemuth, Joachim (1932–1996), deutscher Schriftsteller
- Wohlgemuth, Julius (1874–1974), deutscher Pathologe und Biochemiker
- Wohlgemuth, Jürgen (* 1947), deutscher Fußballspieler
- Wohlgemuth, Karl (1917–1983), österreichischer General
- Wohlgemuth, Lion (1871–1938), deutscher Kaufmann, Fabrikant, Feuerwehrmann, Mäzen und NS-Opfer
- Wohlgemuth, Lisa (* 1992), deutsche Popsängerin
- Wohlgemuth, Ludwig von (1788–1851), österreichischer General
- Wohlgemuth, Michael (* 1965), deutscher Ökonom
- Wohlgemuth, Mikkel (* 1995), dänischer Fußballspieler
- Wohlgemuth, Otto (1884–1965), deutscher Schriftsteller
- Wohlgemuth, Philip (* 1987), österreichischer Politiker (SPÖ), Landtagsabgeordneter in Tirol
- Wohlgemuth, Rolf (1925–1998), deutscher Schriftsteller und Hörspielautor
- Wohlgemuth, Tim (* 1999), deutscher Eishockeyspieler
- Wohlgemuth, Walter A. (* 1966), deutscher Radiologe
- Wohlgemuth, Wilhelm (1870–1942), deutscher Maler, Zeichner und Graphiker
- Wohlgemuth, Wilhelm (1900–1978), deutscher Finanzbeamter und Politiker (NSDAP), Oberbürgermeister von Aschaffenburg
- Wohlgenannt Zincke, Johannes (* 1959), österreichischer Komponist, Musiker und Veranstalter
- Wohlgenannt, Claudia (* 1975), österreichische Filmproduzentin
- Wohlgenannt, Jeff (* 1953), österreichischer Jazzmusiker (Bass)
- Wohlgenannt, Lieselotte (1931–2020), österreichische Autorin, Sozialwissenschaftlerin und Sozialkritikerin
- Wohlgenannt, Ulrich (* 1994), österreichischer SkispringerUlrich Wohlgenannt (* 1994)

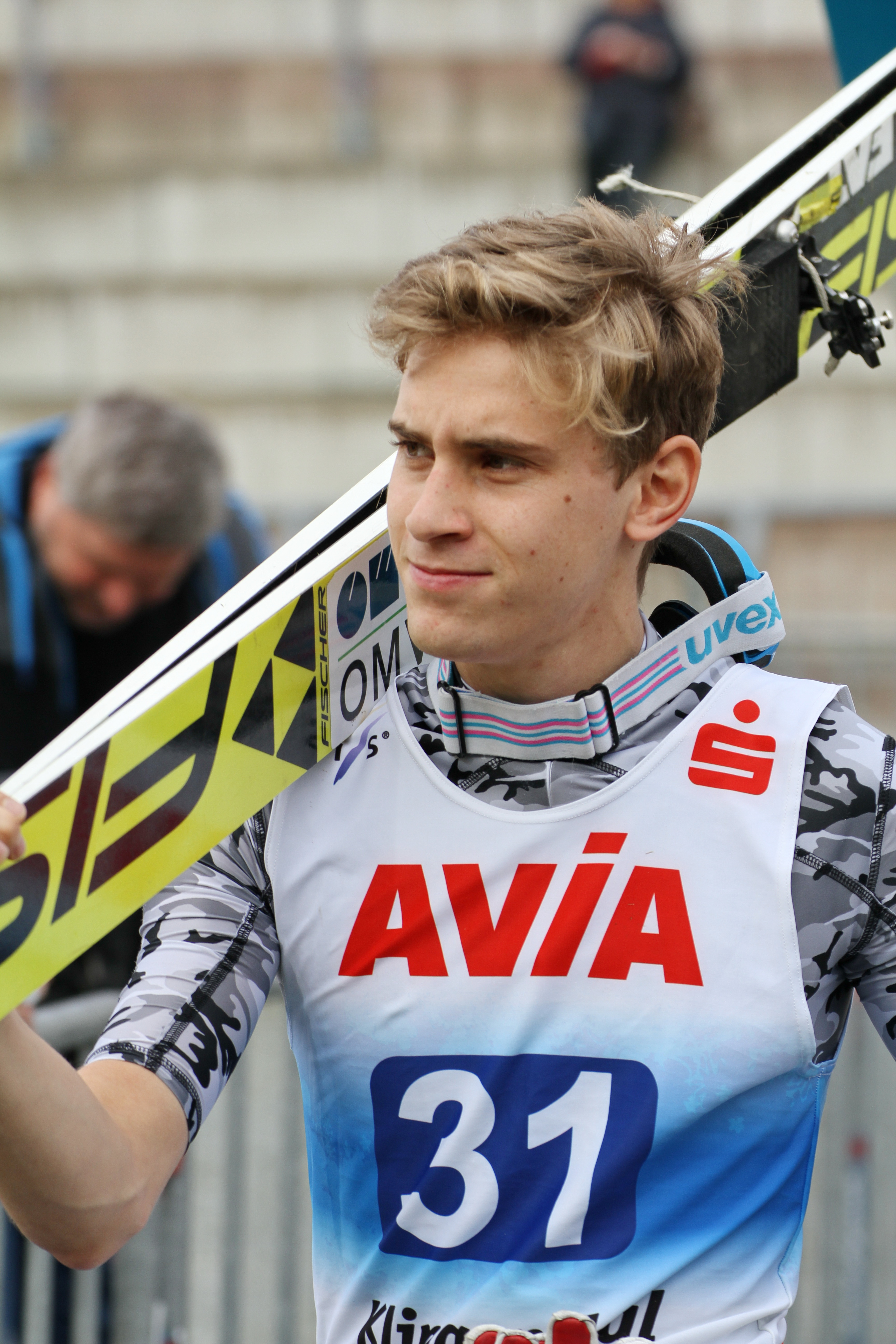
Ulrich Wohlgenannt (* 1994)

- Wohlgethan, Achim (* 1966), deutscher Soldat und Buchautor
- Wohlgethan, Hermann (1907–2009), deutscher Richter in der DDR
- Wohlgschaft, Hermann (1944–2024), deutscher Schriftsteller

#### Wohlh
- Wohlhage, Konrad (1953–2007), deutscher Architekt
- Wohlhart, David (* 1956), österreichischer Hochschullehrer, Autor und Unternehmer
- Wohlhart, Karl (1928–2023), österreichischer Ingenieurwissenschaftler
- Wohlhaupter, Emanuel (1683–1756), deutscher Maler des Barock
- Wohlhaupter, Eugen (1900–1946), deutscher Rechtshistoriker
- Wohlhauser, Christelle (* 1991), Schweizer Unihockeyspielerin
- Wohlhauser, René (* 1954), Schweizer Komponist, Pianist, Sänger, Improvisator, Dirigent und Musikpädagoge
- Wohlhauser, Sandra (* 1975), Schweizer Richterin
- Wohlhuter, Rick (* 1948), amerikanischer Mittelstreckenläufer

#### Wohli
- Wohlien, Christoph Wilhelm (1811–1869), deutscher Maler und Lithograf
- Wohlien, Johann Conrad Rudolph (1808–1866), Hamburger Orgelbauer
- Wohlien, Johann Friedrich Eduard (1843–1871), Hamburger Orgelbauer
- Wohlien, Johann Heinrich (1779–1842), Altonaer Orgelbaumeister
- Wohlien, Lorenz Rudolph (1789–1834), Hamburger Orgelbauer
- Wohlin, Anna (1946–2019), schwedische Tänzerin
- Wohlin, Nils (1881–1948), schwedischer Wirtschaftswissenschaftler, Beamter und Politiker
- Wöhlisch, Edgar (1890–1960), deutscher Mediziner und Physiologe

#### Wohlk
- Wöhlk, Alfred (1868–1949), dänischer Chemiker und Pharmazeut
- Wöhlk, Heinrich (1913–1991), deutscher Erfinder der harten Kontaktlinsen
- Wöhlk, Niko (1887–1950), deutscher Maler und Lebenskünstler
- Wöhlken, Egon (1928–1994), deutscher Agrarökonom

#### Wohll
- Wohllebe, André (1962–2014), deutscher Kanute
- Wohllebe, Gert (* 1931), deutscher Politiker (SED) und Wirtschaftsmanager
- Wohlleben, Bärbel (* 1943), deutsche FußballspielerinBärbel Wohlleben (* 1943)

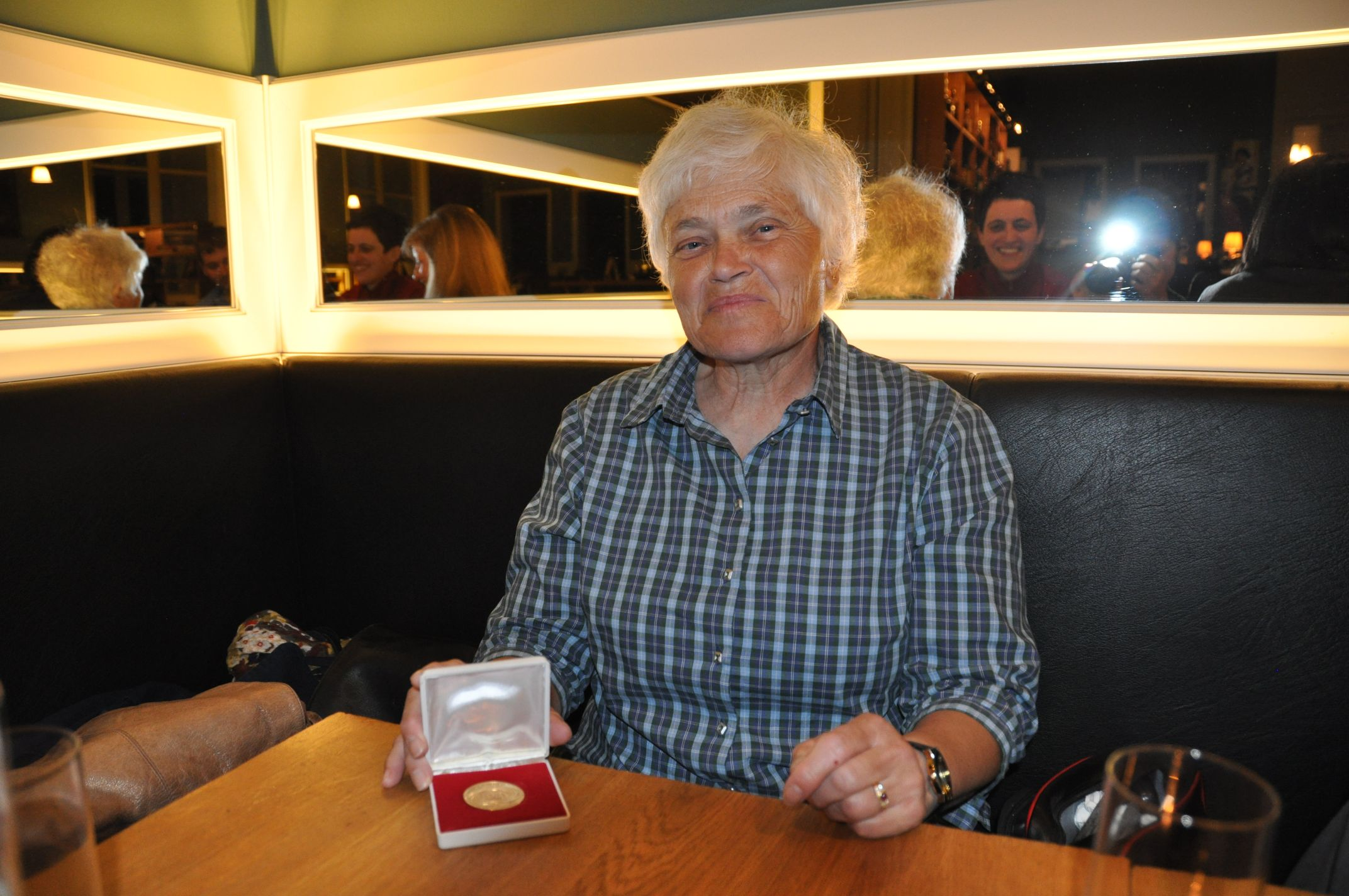
Bärbel Wohlleben (* 1943)

- Wohlleben, Doren (* 1976), deutsche Germanistin
- Wohlleben, Gerd (1902–1972), deutscher Politiker (FDP), MdL Rheinland-Pfalz
- Wohlleben, Heinz (1905–1972), deutscher Politiker (NSDAP), MdR, MdL
- Wohlleben, Joachim (1936–2004), deutscher Literaturwissenschaftler und Hochschullehrer
- Wohlleben, Michael (* 1990), deutscher Bergsteiger und Sportkletterer
- Wohlleben, Peter (* 1964), deutscher Förster und Autor
- Wohlleben, Ralf (* 1975), deutscher Politiker (NPD), Mitglied, stellvertretender Landesvorsitzender und Pressesprecher der NPD ThüringenRalf Wohlleben (* 1975)

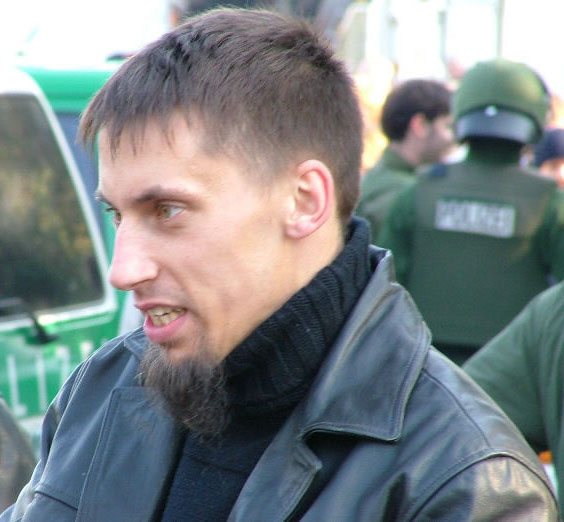
Ralf Wohlleben (* 1975)

- Wohlleben, Robert (1937–2024), deutscher Lyriker, Essayist, Übersetzer und Verleger
- Wohlleben, Rudolf (* 1936), deutscher Ingenieur und Studentenhistoriker
- Wohlleben, Stephan von (1751–1823), österreichischer Beamter und Bürgermeister von Wien
- Wohlleben, Verena (* 1944), deutsche Politikerin (SPD), MdB
- Wohlleben, Walburg (* 1945), deutsche literarische Übersetzerin

#### Wohlm
- Wohlmacher, Johannes (* 1957), deutscher Cellist
- Wohlmacher, Susanne (* 1962), deutsche Behindertensportlerin
- Wohlmacher, Uwe (* 1951), deutscher Radiomoderator
- Wohlmann, Cläre (1904–2007), deutsch-jüdische Richterin und Verwaltungsjuristin
- Wohlmayr, Wolfgang (1959–2018), österreichischer Klassischer und Provinzialrömischer Archäologe
- Wohlmeyer, Heinrich (1855–1929), österreichischer Baumeister
- Wohlmeyer, Heinrich (* 1936), österreichischer Industrie- und Wissenschaftsmanager
- Wohlmeyer, Johann (1850–1932), österreichischer Baumeister und Politiker (CSP), Landtagsabgeordneter, Abgeordneter zum Nationalrat
- Wohlmut, Bonifaz († 1579), deutscher Steinmetz, Baumeister und Architekt
- Wohlmuth, Barbara (* 1967), deutsche Mathematikerin
- Wohlmuth, Brigitte (* 1945), österreichische Politikerin (SPÖ), Landtagsabgeordnete
- Wohlmuth, Fabian (* 2002), österreichischer Fußballspieler
- Wohlmuth, Franz (1855–1919), römisch-katholischer Geistlicher
- Wohlmuth, Franz Joseph (1739–1823), Salzburger Scharfrichter
- Wohlmuth, Georg (1865–1952), deutscher katholischer Priester, Professor der Philosophie und bayerischer Politiker
- Wohlmuth, Johann (1865–1942), österreichischer Politiker (SDAP), Landtagsabgeordneter im Burgenland
- Wohlmuth, Johannes (1642–1724), Komponist und Organist des Barock
- Wohlmuth, Josef (* 1938), deutscher Theologe
- Wohlmuth, Karl (* 1942), österreichischer Wirtschaftswissenschaftler
- Wohlmuth, Kastulus (1748–1802), Prämonstratensermönch, Abt, Hochschullehrer
- Wohlmuth, Oliver (* 1988), österreichischer Fußballspieler
- Wohlmuth, Robert (1902–1987), österreichisch-amerikanischer Filmregisseur und Drehbuchautor
- Wohlmuth, Silvia (* 1960), österreichische Schauspielerin
- Wohlmutter, Christian (* 1988), österreichischer Triathlet

#### Wohlr
- Wohlrab, Botho (1922–2017), deutscher Agrarwissenschaftler
- Wohlrab, Hans Christoph (1904–1997), deutsch-amerikanischer Toningenieur
- Wohlrab, Johannes (* 1986), deutscher Handballtrainer
- Wohlrab, Leopold (1913–1981), österreichischer Handballspieler
- Wohlrab, Lutz (* 1959), deutscher Künstler und Psychoanalytiker
- Wohlrab, Marion (* 1974), deutsche Eisschnellläuferin
- Wohlrab, Ortwin (* 1953), deutscher Mathematiker und IT-Manager
- Wohlrab, Rudolf (1909–1995), deutscher Hygieniker, Bakteriologe und Epidemiologe
- Wohlrab-Sahr, Monika (* 1957), deutsche Kultursoziologin
- Wohlrabe, Heinz (* 1948), deutscher Fußballspieler
- Wohlrabe, Jürgen (1936–1995), deutscher Politiker (CDU), MdA, MdB, Präsident des Berliner Abgeordnetenhauses 1989–1991Jürgen Wohlrabe (1936–1995)

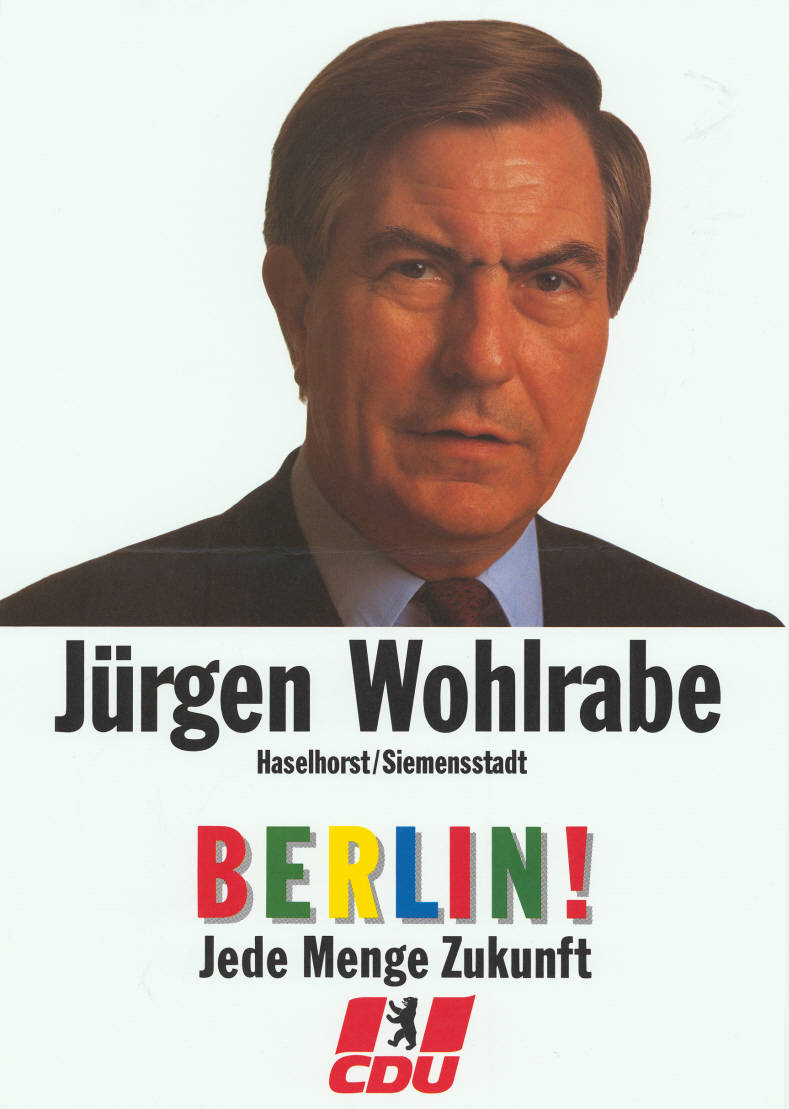
Jürgen Wohlrabe (1936–1995)

- Wohlrabe, Marc (* 1972), deutscher Filmverleiher und Verleger
- Wohlrapp, Harald (* 1944), deutscher Philosoph, Professor für Philosophie, Spezialgebiet Argumentationstheorie
- Wohlrath, Elmar (* 1952), deutscher Schriftsteller
- Wohlrath, Kevin (* 1995), deutscher Basketballspieler

#### Wohls
- Wohlschläger, Jakob (1869–1934), österreichischer Architekt
- Wohlschlager, Sandra (* 1976), österreichische Politikerin (FPÖ), Abgeordnete zum Nationalrat
- Wohlschlägl, Helmut (* 1949), österreichischer Geograph und Geographiedidaktiker
- Wohlschlegel, Ruth (* 1955), deutsche Schauspielerin und Schauspiellehrerin
- Wohlschlegel, Walter (1907–1999), deutscher Maler
- Wohlsen, Kay (* 1953), deutscher Fernseh-Journalist und Fernseh-Moderator
- Wohlstetter, Albert (1913–1997), US-amerikanischer Politikwissenschaftler

#### Wohlt
- Wohlthat, Helmuth (1893–1982), deutscher Politiker in der Zeit des NationalsozialismusHelmuth Wohlthat (1893–1982)

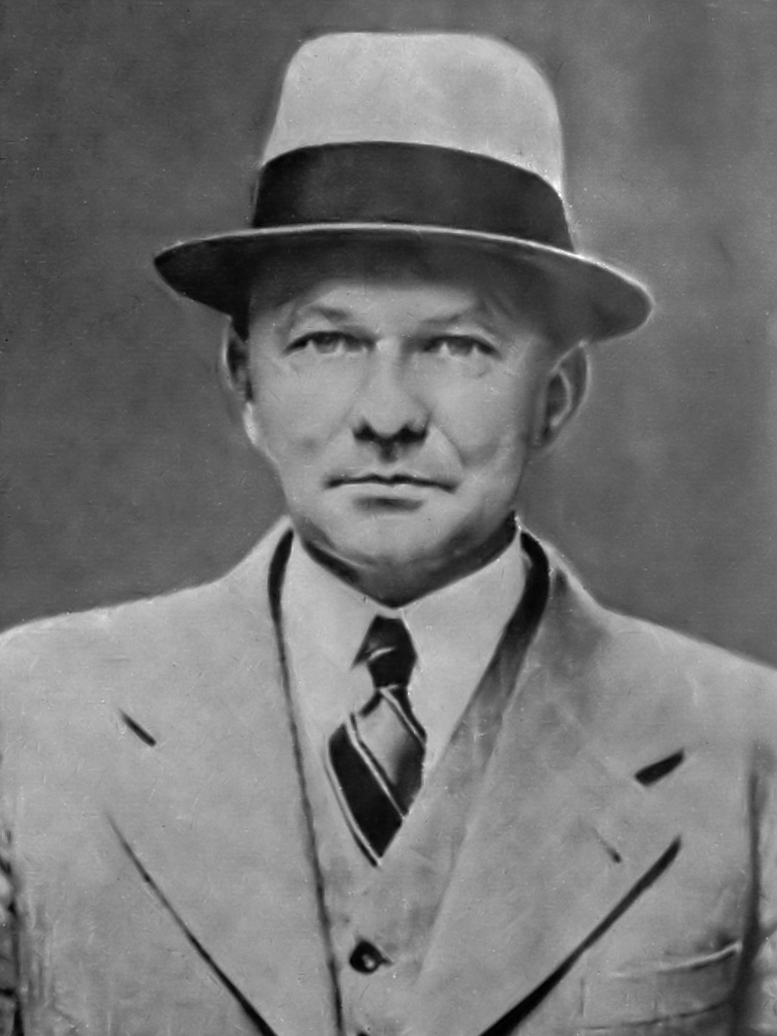
Helmuth Wohlthat (1893–1982)

- Wohltmann, Ferdinand (1857–1919), deutscher Pflanzenbauwissenschaftler und Hochschullehrer
- Wohltmann, Hans (1884–1968), deutscher Regionalhistoriker

#### Wohlw
- Wohlwend, Albert (* 1979), liechtensteinischer Fussballspieler
- Wohlwend, Christian (* 1977), kanadisch-schweizerischer Eishockeyspieler und -trainer
- Wohlwend, Christine (* 1978), liechtensteinische Politikerin
- Wohlwend, Ernst (* 1947), Schweizer Politiker (SP)
- Wohlwend, Fabienne (* 1997), liechtensteinische Automobilrennfahrerin
- Wohlwend, Fidel Markus (1808–1883), österreichischer Gutsbesitzer und Politiker, Landtagsabgeordneter
- Wohlwend, Johannes (* 1964), liechtensteinischer Judoka
- Wohlwend, Konrad (1902–1975), liechtensteinischer Politiker (VU)
- Wohlwend, Lotty (* 1965), Schweizer Schriftstellerin, Journalistin und Filmemacherin
- Wohlwend, Mario (* 1973), liechtensteinischer Politiker (VU)
- Wohlwend, Renate (* 1952), liechtensteinische Politikerin
- Wohlwend, Vinzenz (* 1969), liechtensteinisch-österreichischer Geistlicher, Abt der Territorialabtei Wettingen-Mehrerau, Vorarlberg und Abtpräses der Zisterzienserkongregation von Mehrerau
- Wohlwill, Adolf (1843–1916), deutscher Historiker
- Wohlwill, Anna (1841–1919), deutsche Pädagogin
- Wohlwill, Emil (1835–1912), deutscher Chemiker und Wissenschaftshistoriker
- Wohlwill, Friedrich (1881–1958), deutscher Neurologe, Serologe und Pathologe
- Wohlwill, Gretchen (1878–1962), deutsche Malerin
- Wohlwill, Immanuel (1799–1847), deutscher Pädagoge, Publizist und jüdischer Verbandsfunktionär

### Wohm
- Wohmann, Gabriele (1932–2015), deutsche SchriftstellerinGabriele Wohmann (1932–2015)

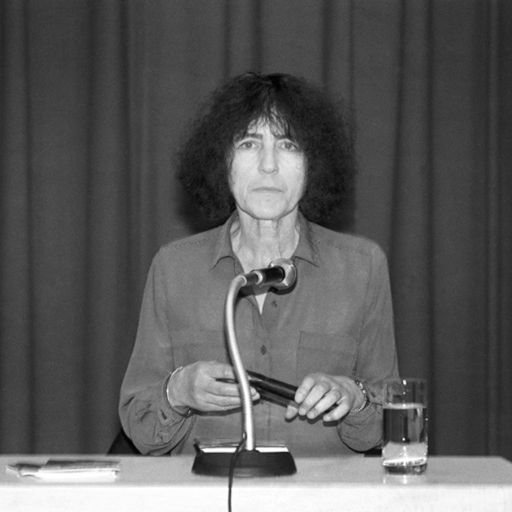
Gabriele Wohmann (1932–2015)

### Wohn
- Wöhner, Louis (1888–1958), deutscher Maler
- Wöhner, Winfried, deutscher Ingenieur
- Wohnhaas, Theodor (1922–2009), deutscher Musikwissenschaftler und Orgelforscher
- Wöhnhart, Josef (1913–1975), österreichischer Architekt
- Wøhni, Einar (1920–1987), norwegischer Politiker (Arbeiterpartei), Storting-Abgeordneter und Landwirtschaftsminister
- Wöhnke, Antje (* 1964), deutsche Redakteurin beim NDR Fernsehen
- Wohnlich, Karl (1824–1885), deutscher Historien-, Genre- und Bildnismaler
- Wohnlich, Laura (* 1992), Schweizer Schriftstellerin
- Wohnout, Helmut (* 1964), österreichischer Historiker und Ministerialbeamter
- Wohnseifer, Johannes (* 1967), deutscher Künstler
- Wohnsiedler, Friedrich (1879–1958), deutsch-neuseeländischer Winzer

### Wohr
- Wöhr, Jasmin (* 1980), deutsche Tennisspielerin
- Wöhr, Johann (1842–1896), österreichischer Geistlicher, Politiker und Schriftsteller
- Wöhr, Karl (1919–1985), deutscher Jurist und Kommunalpolitiker
- Wöhr, Lia (1911–1994), deutsche Schauspielerin, Regisseurin, Tänzerin, Sängerin und FernsehproduzentinLia Wöhr (1911–1994)

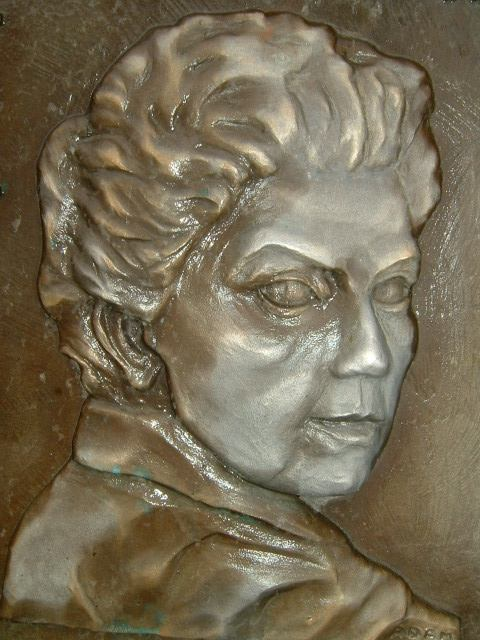
Lia Wöhr (1911–1994)

- Wöhr, Wolfram (* 1956), deutscher Architekt
- Wöhrer, Anke (* 1985), deutsche Snowboarderin
- Wöhrer, David (* 1990), österreichischer Radrennfahrer
- Wöhrer, Franz (* 1939), österreichischer Fußballschiedsrichter
- Wöhrer, Justinus (1872–1943), österreichischer Zisterzienserabt und Missionar
- Wöhrer, Veronika (* 1975), österreichische Soziologin
- Wöhrl, Dagmar (* 1954), deutsche Politikerin (CSU), MdBDagmar Wöhrl (* 1954)

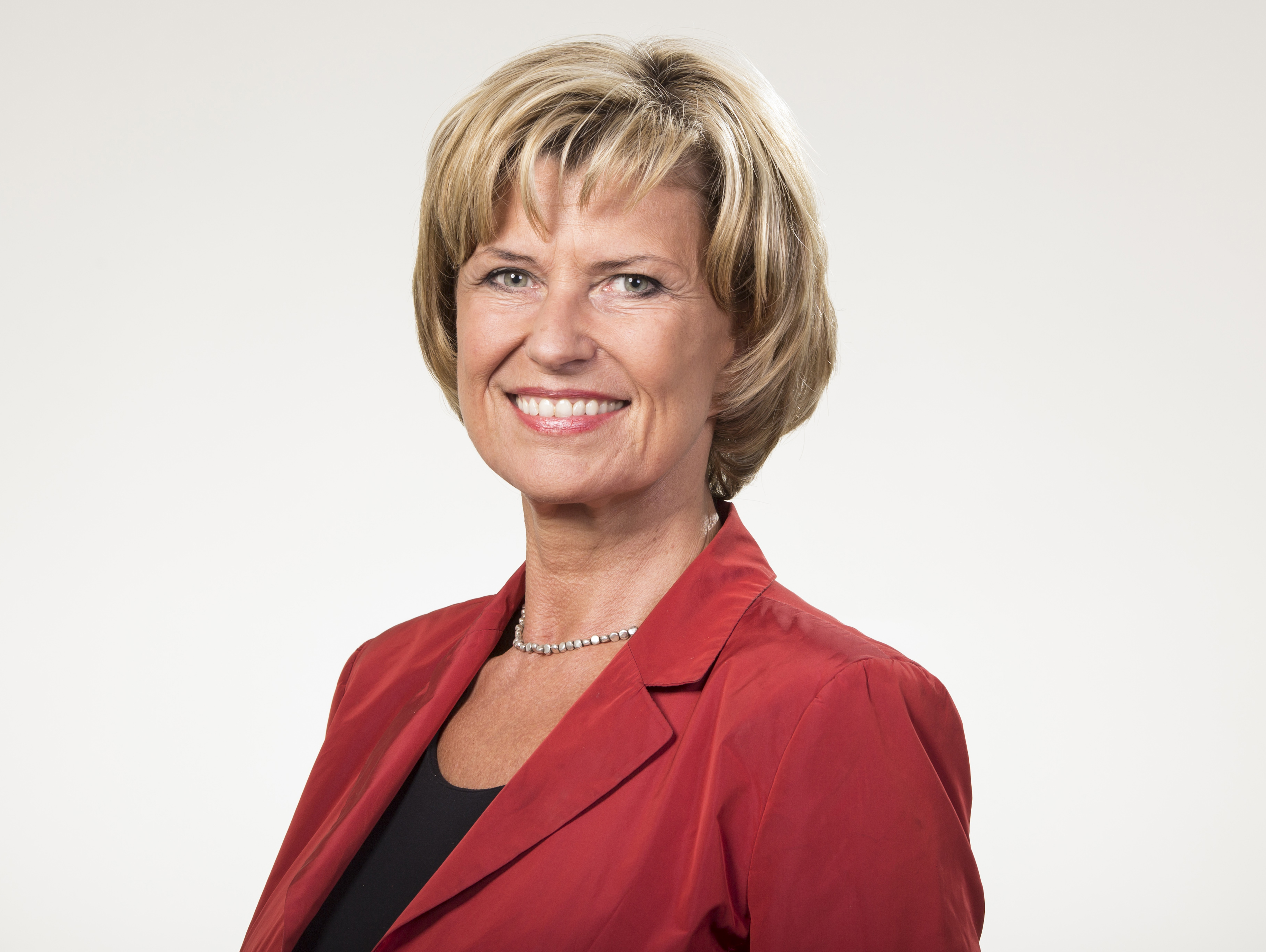
Dagmar Wöhrl (* 1954)

- Wöhrl, Gerhard (* 1944), deutscher Unternehmer
- Wöhrl, Hanns (* 1890), deutscher Verwaltungsjurist, Landrat
- Wöhrl, Hans Rudolf (* 1947), deutscher Unternehmer
- Wöhrl, Nicolas (* 1974), deutscher Physiker und Podcaster
- Wöhrl, Rudolf (1913–2010), deutscher Unternehmer
- Wöhrle, Dieter (* 1939), deutscher Chemiker
- Wöhrle, Eugen (1853–1925), deutscher Kirchenmusiker
- Wöhrle, Georg (* 1953), deutscher Altphilologe
- Wöhrle, Hansjörg (* 1943), deutscher Koch
- Wöhrle, Jakob (1975–2025), deutscher evangelischer Theologe
- Wöhrle, Karl (1861–1918), österreichischer Politiker (DNP), Landtagsabgeordneter
- Wöhrle, Oskar (1890–1946), deutscher Dichter, Schriftsteller und Verleger
- Wöhrlin, Karl-Heinz (* 1957), deutscher Fußballspieler
- Wöhrmann, Anna (1750–1827), deutschbaltische Mäzenin
- Wöhrmann, Arnt (* 1979), deutscher Wirtschaftswissenschaftler und Hochschullehrer
- Wöhrmann, Christian Heinrich von (1810–1870), sächsischer Rittergutsbesitzer und Landtagsabgeordneter
- Wöhrmann, Christian Heinrich von (1814–1874), deutschbaltischer Kaufmann und Generalkonsul des Deutschen Reiches in Riga
- Wöhrmann, Jens (* 1967), deutscher Tennisspieler
- Wöhrmann, Johann Christoph (1784–1843), baltendeutscher Kaufmann und preußischer Generalkonsul in Riga
- Wöhrmann, Margarethe (1900–1989), deutsche Politikerin (SPD), MdHB
- Wöhrmann, Otto (1897–1970), deutscher Jurist
- Wöhrmann, Sidney von (1862–1939), deutscher Zoologe (Malakologe) und Paläontologe
- Wöhrmann, Stefan (* 1954), Diplom-Psychologe und Pädagoge
- Wöhrmüller, Bonifaz (1885–1951), deutscher römisch-katholischer Benediktinermönch und fünfter Abt von St. Bonifaz (München)
- Wöhrn, Fritz (1905–1979), deutscher SS-Hauptsturmführer und Sachbearbeiter im Judenreferat des RSHA
- Wöhry, Odo (* 1956), österreichischer Politiker (ÖVP)
- Wohryzek, Julie (1891–1944), Verlobte Franz KafkasJulie Wohryzek (1891–1944)

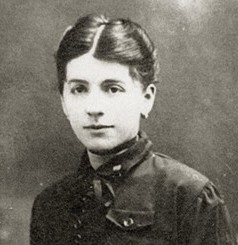
Julie Wohryzek (1891–1944)